# Calcinato
Calcinato là một đô thị trong tỉnh tỉnh Brescia thuộc vùng Lombardia, Ý. Đô thị này có diện tích 33 km², dân số 11709 người. Các đơn vị dân cư trực thuộc là: Calcinatello, Ponte San Marco. Các đô thị giáp ranh gồm: Bedizzole, Castenedolo, Castiglione delle Stiviere, Lonato, Mazzano, Montichiari